# Agustín de Vega
Agustín Miguel de Vega Cabrera (Montevideo, Uruguay, 11 de marzo de 1910 - Montevideo, Uruguay, 23 de noviembre de 1976), fue un magistrado uruguayo, miembro de la Suprema Corte de Justicia de su país desde 1974 hasta su muerte.

## Primeros años
Nació en Montevideo el 11 de marzo de 1910, hijo de Manuel de Vega Suárez, español, y de María del Pino Cabrera.
En su juventud fue funcionario auxiliar de la Fiscalía del Crimen de primer turno desde 1942.
Paralelamente cursó estudios en la Facultad de Derecho de la Universidad de la República, donde obtuvo el título de abogado en 1947.

## Juez de Paz
En mayo de 1948 ingresó a la carrera judicial al ser nombrado Juez de Paz de la 1ª sección judicial de Rocha, con sede en la ciudad de Rocha.

## Juez Letrado en el interior
En agosto de 1950 fue ascendido al cargo de Juez Letrado de Artigas, pasando en marzo de 1952 al Juzgado Letrado de Rocha.

## Juez Letrado en la capital
En febrero de 1954 pasó a cumplir funciones en Montevideo al ser designado inicialmente como Juez Letrado suplente, y luego, en junio del mismo año, como Juez Letrado de Menores de 2° Turno.
En diciembre de 1960 fue trasladado al Juzgado Letrado en lo Civil de 9° Turno.

## Tribunal de Apelaciones
En mayo de 1966 fue nuevamente ascendido al cargo de ministro del Tribunal de Apelaciones en lo Civil de Segundo Turno, donde permanecería durante ocho años.

## Suprema Corte de Justicia
El 22 de octubre de 1974 el Consejo de Estado lo eligió, por 20 votos en 22, como miembro de la Suprema Corte de Justicia, en reemplazo de Edenes A. Mallo, quien había cesado en su cargo a principios del mismo mes. Prestó juramento el mismo día.
Fue el segundo -tras Francisco José Marcora- y último magistrado en ser nombrado para integrar la Corte por el Consejo de Estado, pues a partir del Decreto Constitucional-Acto Institucional N° 8 de 1976, quien asumiría dicha competencia sería el Consejo de la Nación (integrado por los miembros del Consejo de Estado y los oficiales generales de las Fuerzas Armadas).
De Vega permaneció en dicho puesto durante poco más de dos años, no llegando a ocupar la presidencia de la Corte.

## Fallecimiento
Hubiera podido permanecer en la Corte hasta cumplir los 70 años en 1980, pero falleció en Montevideo el 23 de noviembre de 1976, a los 66 años de edad.
El Poder Ejecutivo dispuso se le tributaran honores fúnebres a sus restos. El Consejo de Estado le rindió asimismo homenaje.
La vacante producida en el máximo órgano judicial del país por su fallecimiento fue llenada en diciembre del mismo año por el Consejo de la Nación con la designación de José Pedro Gatto de Souza, siendo la primera designación para la Corte en ser efectuada por este órgano.

## Vida personal
Contrajo matrimonio en 1943 con Amelia Nápoli, con quien tuvo cuatro hijas: María del Pino (también magistrada), Blanca, Alicia Amelia y Graciela Antonia de Vega Nápoli.